# Choquelimpie
Choquelimpie är en gruva i Chile.   Den ligger i provinsen Provincia de Parinacota och regionen Región de Arica y Parinacota, i den norra delen av landet, 1 700 km norr om huvudstaden Santiago de Chile. Choquelimpie ligger 4 777 meter över havet.
Terrängen runt Choquelimpie är kuperad. Trakten runt Choquelimpie är nära nog obefolkad, med mindre än två invånare per kvadratkilometer..
Omgivningarna runt Choquelimpie är i huvudsak ett öppet busklandskap.